# Tuyến nhánh đường cao tốc Honam
Tuyến nhánh đường cao tốc Honam (Tiếng Hàn: 호남고속도로지선, Hanja: 湖南高速道路의支線) là đường cao tốc ở Hàn Quốc, nối Nonsan đến Daejeon. Đường cao tốc mang số 251.

## Tổng quan

### Số làn đường
- 4

### Chiều dài
- 53.97 km

### Giới hạn tốc độ
- 100 km/h

## Nút giao thông · Giao lộ
- IC: Nút giao, JC: Nút giao, SA: Khu dịch vụ, TG: Trạm thu phí, TN: Hầm.
- Đơn vị của quãng đường là km.
- Đối với phần trùng lặp, hãy tham khảo màu nền của cột số.
  - Xanh nhạt(■): Đoạn đi trùng với Đường cao tốc Seosan–Yeongdeok

| No.                                                                     | Tên                                                                     | Tên                                                                     | Kết nối                                                                                           | Khoảng cách (km)                                                        | Tổng khoảng cách (km)                                                   | Vị trí                                                                  | Vị trí                                                                  | Ghi chú                                                                 |
| No.                                                                     | Tiếng Anh                                                               | Hangul                                                                  | Kết nối                                                                                           | Khoảng cách (km)                                                        | Tổng khoảng cách (km)                                                   | Vị trí                                                                  | Vị trí                                                                  | Ghi chú                                                                 |
| Kết nối trực tiếp với Đường cao tốc Honam, Đường cao tốc Nonsan–Cheonan | Kết nối trực tiếp với Đường cao tốc Honam, Đường cao tốc Nonsan–Cheonan | Kết nối trực tiếp với Đường cao tốc Honam, Đường cao tốc Nonsan–Cheonan | Kết nối trực tiếp với Đường cao tốc Honam, Đường cao tốc Nonsan–Cheonan                           | Kết nối trực tiếp với Đường cao tốc Honam, Đường cao tốc Nonsan–Cheonan | Kết nối trực tiếp với Đường cao tốc Honam, Đường cao tốc Nonsan–Cheonan | Kết nối trực tiếp với Đường cao tốc Honam, Đường cao tốc Nonsan–Cheonan | Kết nối trực tiếp với Đường cao tốc Honam, Đường cao tốc Nonsan–Cheonan | Kết nối trực tiếp với Đường cao tốc Honam, Đường cao tốc Nonsan–Cheonan |
| ----------------------------------------------------------------------- | ----------------------------------------------------------------------- | ----------------------------------------------------------------------- | ------------------------------------------------------------------------------------------------- | ----------------------------------------------------------------------- | ----------------------------------------------------------------------- | ----------------------------------------------------------------------- | ----------------------------------------------------------------------- | ----------------------------------------------------------------------- |
| 1                                                                       | Nonsan JC                                                               | 논산 분기점                                                             | Đường cao tốc Honam Đường cao tốc Nonsan–Cheonan                                                  | -                                                                       | 0.00                                                                    | Chungcheongnam-do                                                       | Nonsan-si                                                               |                                                                         |
| 2                                                                       | Nonsan                                                                  | 논산                                                                    | Tỉnh lộ 68 (Dongan-ro)                                                                            | 5.52                                                                    | 5.52                                                                    | Chungcheongnam-do                                                       | Nonsan-si                                                               |                                                                         |
| 2-1                                                                     | Yangchon                                                                | 양촌                                                                    | Tỉnh lộ 68 (Daedun-ro)                                                                            | 9.85                                                                    | 15.37                                                                   | Chungcheongnam-do                                                       | Nonsan-si                                                               | Chỉ Hi-pass                                                             |
| SA                                                                      | Beolgok SA                                                              | 벌곡휴게소                                                              |                                                                                                   |                                                                         |                                                                         | Chungcheongnam-do                                                       | Nonsan-si                                                               |                                                                         |
| 3                                                                       | Gyeryong                                                                | 계룡                                                                    | Quốc lộ 1 (Gyebaek-ro) Quốc lộ 4 (Gyebaek-ro) Gyeryong-daero                                      | 12.58                                                                   | 27.95                                                                   | Chungcheongnam-do Daejeon                                               | Gyeryong-si Seo-gu                                                      |                                                                         |
| 4                                                                       | W.Daejeon JC                                                            | 서대전 분기점                                                           | Đường cao tốc vành đai phía Nam Daejeon                                                           | 6.43                                                                    | 34.38                                                                   | Daejeon                                                                 | Yuseong-gu                                                              |                                                                         |
| 5                                                                       | Yuseong                                                                 | 유성                                                                    | Quốc lộ 1 (Sejong-ro) Quốc lộ 32 (Hyeonchungwon-ro) Bukyuseong-daero·World Cup-daero·Hanbat-daero | 8.43                                                                    | 42.81                                                                   | Daejeon                                                                 | Yuseong-gu                                                              |                                                                         |
| 6                                                                       | Yuseong JC                                                              | 유성분기점                                                              | Đường cao tốc Seosan–Yeongdeok                                                                    | 2.89                                                                    | 45.70                                                                   | Daejeon                                                                 | Yuseong-gu                                                              |                                                                         |
| 7                                                                       | N.Daejeon                                                               | 북대전                                                                  | Daedeok-daero ( Quốc lộ 32, Tỉnh lộ 57)                                                           | 4.61                                                                    | 50.31                                                                   | Daejeon                                                                 | Yuseong-gu                                                              | Gần thung lũng Daedeok                                                  |
| 8                                                                       | Hoedeok JC                                                              | 회덕분기점                                                              | Đường cao tốc Gyeongbu Đường cao tốc Seosan–Yeongdeok                                             | 3.61                                                                    | 53.92                                                                   | Daejeon                                                                 | Daedeok-gu                                                              |                                                                         |
|                                                                         | Điểm cuối                                                               |                                                                         |                                                                                                   | 0.05                                                                    | 53.97                                                                   | Daejeon                                                                 | Daedeok-gu                                                              |                                                                         |
| Nhánh đến Đường cao tốc Gyeongbu                                        |                                                                         |                                                                         |                                                                                                   |                                                                         |                                                                         |                                                                         |                                                                         |                                                                         |